# Ovtjarovo (distrikt i Dobritj)
Ovtjarovo (bulgariska: Овчарово) är ett distrikt i Bulgarien.   Det ligger i kommunen Obsjtina Dobritj-Selska och regionen Dobritj, i den nordöstra delen av landet, 400 km öster om huvudstaden Sofia.
Trakten runt Ovtjarovo består till största delen av jordbruksmark. Runt Ovtjarovo är det ganska tätbefolkat, med 96 invånare per kvadratkilometer.